# Cublize
Cublize ist eine französische Gemeinde mit 1.357 Einwohnern (Stand: 1. Januar 2022) im  Département Rhône in der Region Auvergne-Rhône-Alpes. Sie gehört zum Arrondissement Villefranche-sur-Saône, zum Kanton Thizy-les-Bourgs (bis 2015: Kanton Amplepuis) und ist Mitglied im Gemeindeverband L’Ouest Rhodanien. 

## Geographie
Cublize liegt rund 45 Kilometer nordwestlich von Lyon und etwa 26 Kilometer westnordwestlich von Villefranche-sur-Saône. Im Südwesten der Gemeinde befindet sich der kleine (künstliche) See Lac des Sapins. Umgeben wird Cublize von den Nachbargemeinden Thizy-les-Bourgs im Norden und Westen, Saint-Vincent-de-Reins im Norden, Meaux-la-Montagne im Nordosten, Grandris im Osten, Saint-Just-d’Avray im Südosten, Ronno im Süden sowie Saint-Jean-la-Bussière im Westen und Südwesten.

## Weblinks

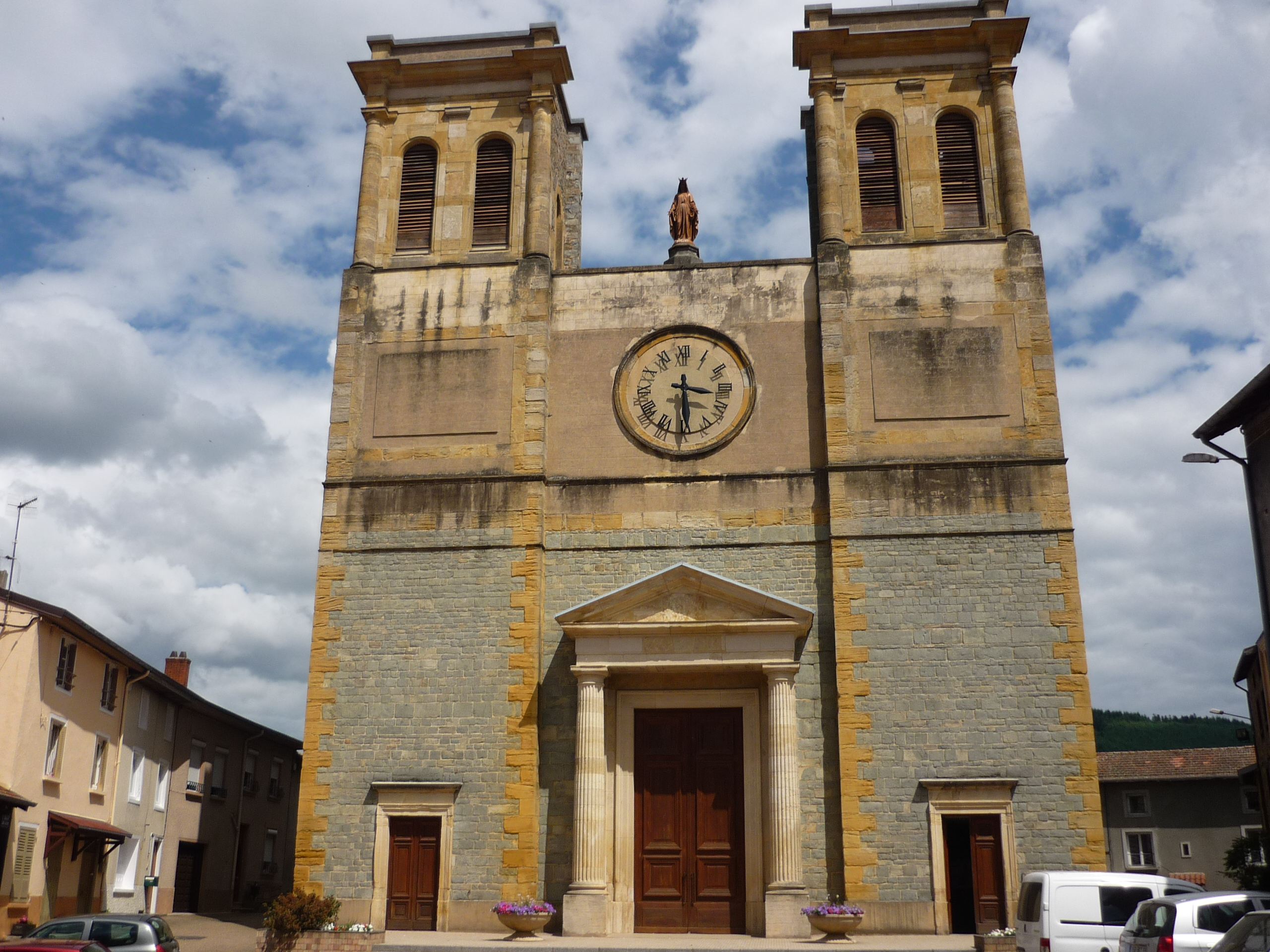
Kirche Saint-Martin

## Bevölkerungsentwicklung
| Jahr                       | 1962 | 1968 | 1975 | 1982 | 1990 | 1999 | 2006 | 2013 |
| Einwohner                  | 1108 | 1021 | 928  | 948  | 984  | 1047 | 1184 | 1236 |
| Quellen: Cassini und INSEE |      |      |      |      |      |      |      |      |

## Sehenswürdigkeiten
- Kirche Saint-Martin